# Maurice Tourneur
Maurice Tourneur (nasceu Maurice Félix Thomas, 2 de fevereiro de 1876 – 4 de agosto de 1961) foi um diretor de cinema e roteirista francês. Ele nasceu e morreu em Paris, na França.

## Filmografia selecionada
- 1930: Accusée, levez-vous !
- 1931: Maison de danses; Partir
- 1932: Au nom de la loi; Les Gaietés de l'escadron ; Lidoire
- 1933: Les Deux Orphelines; L'Homme mystérieux (Obsession)
- 1933: Le Voleur
- 1935: Justin de Marseille; Kœnigsmark
- 1936: Samson ; Avec le sourire
- 1938: Le Patriote; Katia
- 1941: Volpone
- 1941: Péchés de jeunesse; Mam'zelle Bonaparte
- 1942: La Main du diable
- 1943: Le Val d'enfer
- 1944: Cécile est morte
- 1948: Après l'amour
- 1948: Impasse des Deux-Anges